# غلامرضا سلطانی
غلامرضا سلطانی (۱۳۲۲– ۱ اسفند ۱۳۶۴) روحانی شیعه و نماینده کرج در دومین دوره مجلس شورای اسلامی بود.
سلطانی در سال ۱۳۲۲ در اشتهارد متولد شد. در ۱۱ سالگی وارد مدرسه علمیه اشتهارد شد و پس از دو سال برای تحصیل به قم عزیمت کرد. در این دوران وی با یوسف صانعی هم حجره بود. وی نزد استادانی چون خمینی، گلپایگانی، مرتضی حائری یزدی، اراکی، منتظری و محقق تحصیل کرد. وی در این زمان در مدرسه فیضیه و مسجد اعظم به تدریس لمعه و مکاسب نیز می‌پرداخت.
در دوره دوم مجلس شورای اسلامی از مجموع ۲۷۳۵۸۲ رای ماخوذه در حوزه انتخابیه کرج ۶۰٫۱٪ آرا را به خود اختصاص داد و نماینده کرج در دومین دوره مجلس شورای اسلامی شد.

## درگذشت
در ۱ اسفند ۱۳۶۴، به همراه هشت تن از نمایندگان مجلس، نیروهای عالی رتبه ارتش، مقامات عالی رتبه قضایی با هواپیمای فوکر اف۲۷ فرندشیپ به خلبانی عبدالباقی درویش در جریان عملیات والفجر ۸، در ۲۵ کیلومتری شمال اهواز عازم جبهه‌های جنگ بود که هواپیمای حامل آنها در محاصره دو فروند میگ-۲۳ عراقی قرار گرفت و همه ۵۰ سرنشین آن کشته شدند.